# Многоцветница чёрно-рыжая
Многоцветница чёрно-рыжая, или многоцветница восточная (лат. Nymphalis xanthomelas) — дневная бабочка из семейства Нимфалиды (Nymphalidae).
Видовой эпитет означает «жёлто-чёрный», «рыже-чёрный» (от др.-греч. ξανθός — золотисто-жёлтый, рыжий и μέλας — чёрный).

## Описание
На вершине передних крыльев имеется белое пятно, между субмаргинальной полосой и первой от вершины чёрным прикостальным пятном. На заднем крыле зубец длиннее своей ширины, синие пятна вдоль внешнего края яркие. Общий фон сверху ярко-красный. Длина переднего крыла 27—31 мм.
Гусеница чёрная с белыми точками и полосками на спине и боках. Шипы чёрные.

## Распространение
Восточная Европа; территория бывшего СССР: Европейская часть России (север, центр, юг), в том числе север Кольского полуострова, север Коми, север Архангельской области, острова Колгуев и Новая Земля, южное побережье Крыма; Кавказ, Сибирь, Дальний Восток, Сахалин, Камчатка, Средняя Азия; Азия: Китай, Корея, Япония.

## Биология
Яйца откладывает большими группами на ветви кормовых растений.
Гусеницы питаются на ивах, осине.
Куколка часто висит на ветвях кормовых растений.
Летает по различным лесным биотопам, луговинам в лесу, населённым пунктам. Зимует имаго. Время лёта июль—октябрь, после зимовки — апрель—май.